# حامية قدس (سررود الجنوبي)
بادغان قدس (بالإنجليزية: Qods Garrison, Kohgiluyeh and Boyer-Ahmad)‏ هي قرية ومنشأة عسكرية تقع في إيران في كهكيلويه وبوير أحمد. يقدر عدد سكانها بـ 2,155 نسمة .